# Пилиев, Ника Константинович
Ни́ка Константи́нович Пили́ев (21 марта 1991, Тбилиси, Грузинская ССР) — российский футболист, вингер.

## Карьера
Осетин по национальности, Пилиев начинал заниматься футболом в Сочи, куда переехал в семь лет вместе с семьёй. Оттуда попал в московский «Локомотив», позже оказавшись в молодёжной команде. Пилиев привлекался к тренировкам главной команды и даже сыграл один раз в чемпионате России. 16 мая 2009 года он вышел на замену на 86-й минуте в матче 9-го тура против грозненского «Терека». В начале 2009 года Пилиев был вызван в молодёжную сборную России, помог ей выиграть турнир им. Гранаткина и стал его лучшим бомбардиром (в том числе забил два из трёх голов в финале в ворота Турции).
31 августа 2009 года не стал продлевать контракт с «Локомотивом» и перешёл в московский ЦСКА. В составе армейцев дебютировал 15 сентября 2009 года в матче Лиги чемпионов против немецкого «Вольфсбурга», выйдя на замену во втором тайме. В стартовом составе ЦСКА Ника появился уже в следующем матче — в столичном дерби против «Динамо» и был одним из лучших на поле. В составе ЦСКА в Премьер-лиге в 2009 году 4 раза выходил на поле, в Лиге чемпионов — 3. В ноябре получил травму и выбыл до конца сезона.
В августе 2010 года был арендован пермским «Амкаром». Дебютировал в матче с «Анжи», выйдя на замену на 24 минуте, в общей сложности сыграл за «Амкар» 5 матчей. В 2011 вернулся в ЦСКА. В феврале клуб отдал Нику в полугодичную аренду в «Слован» из Братиславы.
В первой половине 2013 года играл за астраханский «Волгарь», который по итогам сезона-2012/13 вылетел из ФНЛ, и Пилиев покинул клуб, перейдя в грузинскую «Дилу». В дальнейшем играл за армянские «Бананц» и «Улисс», был в числе игроков «Улисса», перешедших в армавирское «Торпедо».
С 2019 года выступал в составе клуба «Кубань Холдинг» из станицы Павловской, за который 20 июля того же года впервые сыграл в кубке России сезона 2019/20. Летом 2022 года завершил профессиональную карьеру.
В настоящее время играет в Медиалиге. Со 2 по 4 сезон играл за "Бей Беги", перед стартом 5 сезона перешел в ФК "Тандем"